# 日本稠李
日本稠李是蔷薇科李属稠李亚属的一个种，分布于日本中北部、千岛群岛和库页岛。种加词来自日本稠李的阿伊努语俗名。